# Crassispira comasi
Crassispira comasi is een slakkensoort uit de familie van de Pseudomelatomidae. De wetenschappelijke naam van de soort is voor het eerst geldig gepubliceerd in 2010 door Fernández-Garcés & Rolán.